# أري إل. غولدمان
أري إل. غولدمان (بالإنجليزية: Ari L. Goldman)‏ هو صحفي أمريكي، ولد في 22 سبتمبر 1949 في هارتفورد في الولايات المتحدة.